# Rollier varié
Coracias naevius
Espèce
Statut de conservation UICN

 LC  : Préoccupation mineure
Synonymes
- Coracias naevia

Le Rollier varié (Coracias naevius) est une espèce d'oiseau appartenant à la famille des Coraciidae.

## Galerie

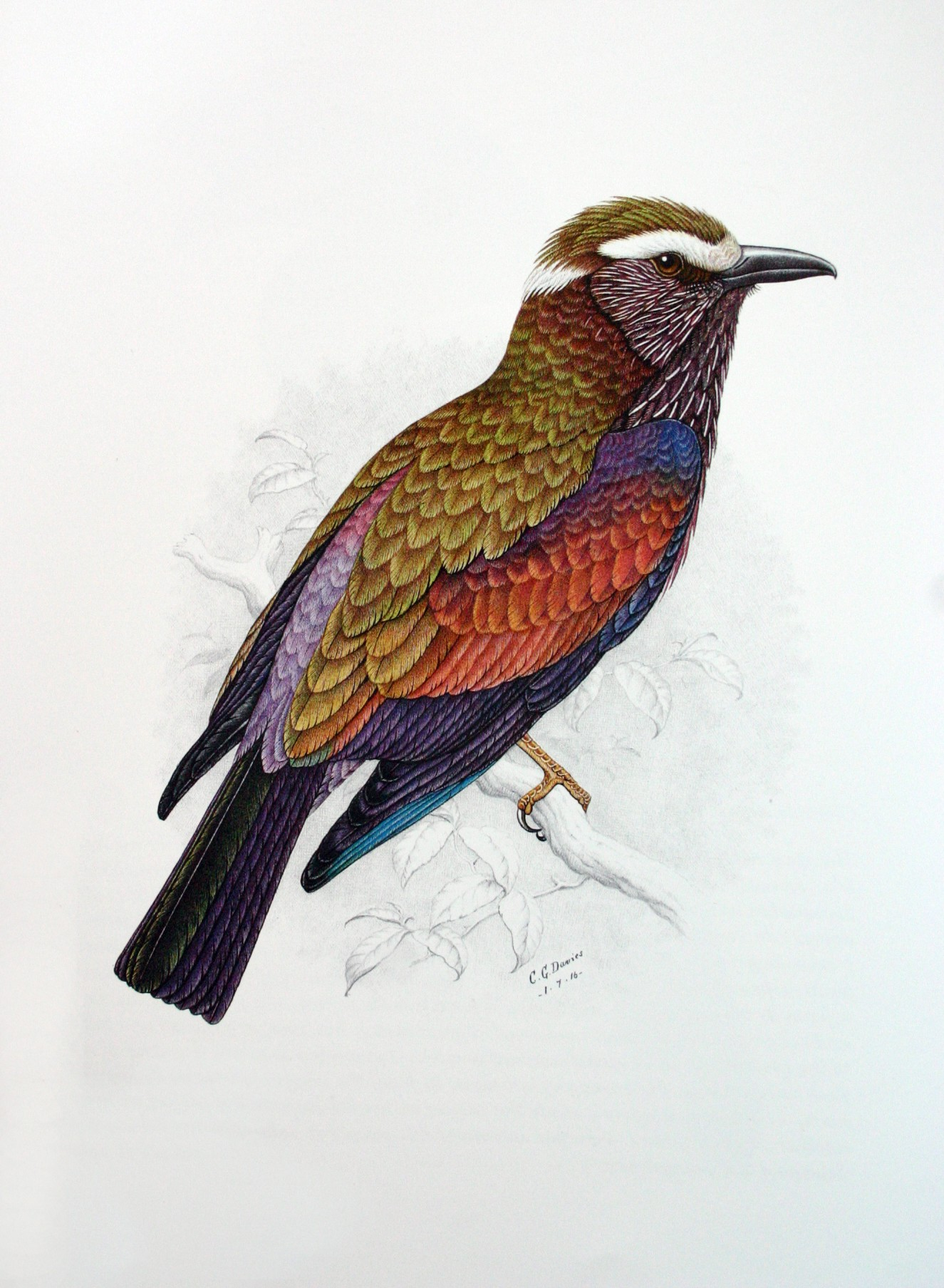
Planche de C. G. Finch-Davies
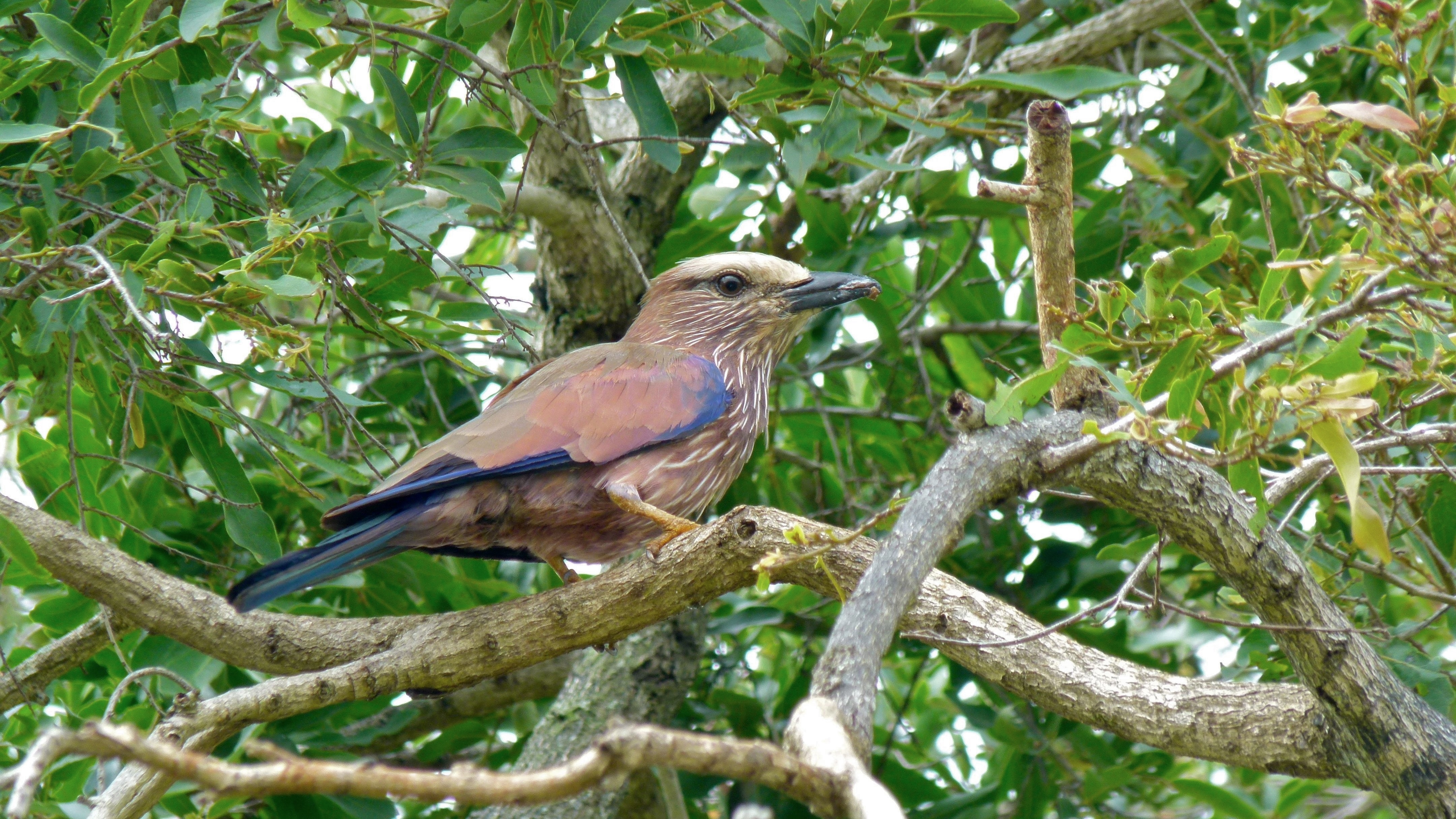
Rollier varié (Parc national Kruger, Afrique du Sud)
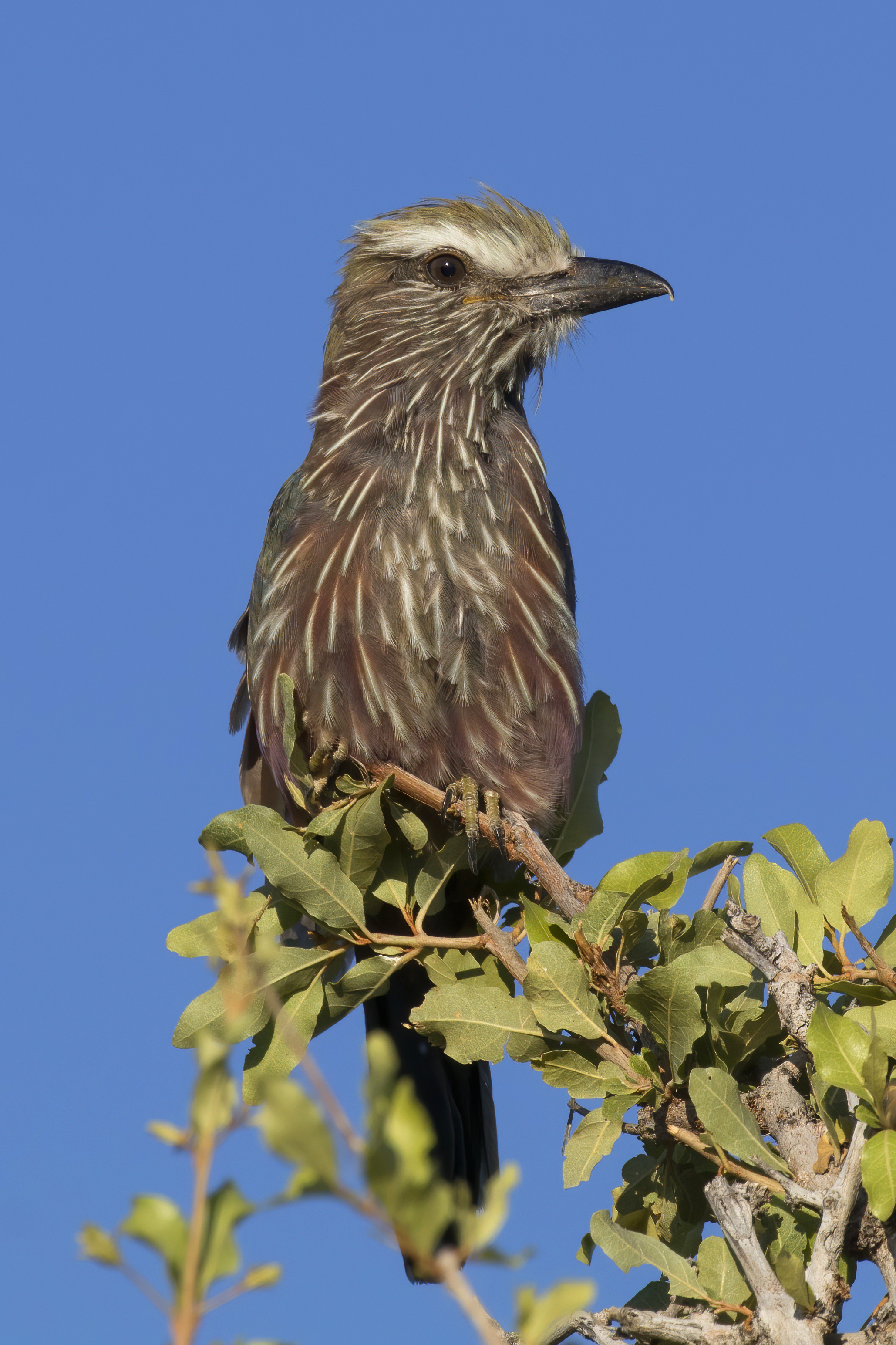
Coracias naevius mosambicus dans le parc national d'Etosha, Namibie. Mars 2018.